# Brightmony House
Brightmony House ist eine Villa nahe der schottischen Ortschaft Auldearn im Südosten der Council Area Highland. 1971 wurde das Bauwerk in die schottischen Denkmallisten in der höchsten Denkmalkategorie A aufgenommen.

## Geschichte
Seit dem Jahr 1295 besaß die Familie Falconer das rund zwei Kilometer südöstlich gelegene Anwesen Lethen. Im Jahre 1600 ging das Anwesen an die Grants of Freuchy über, die es dann 1634 an Alexander Brodie, 1. of Leven veräußerten. Ein späterer Alexander Brodie gab Lethen House 1732 auf und überließ es seinem gleichnamigen Sohn. Mit Brightmony House ließ er sich eine neue Villa errichten. Die Inschrift „AB1732“ belegt Bauherr und Baujahr. Das Gebäude wurde später um zwei Achsen erweitert. Möglicherweise war dies auf Grund des Kinderreichtums Brodies erforderlich.

## Beschreibung
Brightmony House steht am Rand des Weilers Brightmony rund zwei Kilometer südöstlich von Auldearn. Die ostexponierte, dem Garten zugewandte Hauptfassade des zweigeschossigen Bauwerks ist sechs Achsen weit. Rechts wurden das Gebäude um zwei weitere Achsen im selben Stil erweitert. Vor der Erweiterung war die Fassade symmetrisch aufgebaut mit einem zentralen Eingangsportal. Das Portal wurde später durch Pilaster und Gesims ergänzt. Die hohen Sprossenfenster sind mit gefasten Natursteineinfassungen ausgeführt. Das abschließende Satteldach ist mit Schiefer eingedeckt. Es ist mit Staffelgiebel und giebelständigen Kaminen ausgeführt. Ein weiterer firstständiger Kamin markiert den Abschluss des ursprünglichen Gebäudes. Rückwärtig geht ein eingeschossiger Anbau aus dem 19. Jahrhundert ab.